# Protesti u Venecueli (od 2014. do danas)
Godine 2014. godine u Venecueli je započeto niz protesta, političkih demonstracija i građanskih pobuna zbog visokog nivoa urbanog nasilja, inflacije i hronične nestašice osnovnih dobara i usluga. Objašnjenja za ova pogoršanja variraju, s tim što analiza stanja okrivljuje strogu kontrolu cena i dugoročnu, široko rasprostranjenu političku korupciju koja rezultira nedovoljnim finansiranjem osnovnih vladinih usluga. Prvi protesti su počeli početkom januara, odmah nakon ubistva Monike Sper, nekadašnje misice Venecuele, i njenog bivšeg supruga Tomasa Berija. Ozbiljnije pobune i veći protesti organizovani su u februaru nakon pokušaja silovanja jedne studentkinje u kampusu u San Kristobalu. Vlast je na proteste odgovorila hapšenjem, a u sukobu sa demonstrantima ubijeno je više studenata. To je podstaklo sve veće demonstracije i nasilne sukobe između demonstranata i vladinih snaga koji su rezultirali sa skoro 4.000 hapšenja i 43 smrtnih slučajeva, uključujući i pristalice i protivnike vlade. Pred kraj 2014. i početkom 2015. godine, učestale nestašica i niske cene nafte izazvale su ponovne proteste.
Do 2015. protesti su bili uglavnom zbog lošeg stanja u državi da bi kontraverze oko parlamentarnih izbora, kao i incidenata oko referenduma o opozivu 2016. godine, dodatno podstaklo narod da izađe na ulice. Dana 1. septembra 2016. godine dogodila se najveća demonstracija protesta, sa preko 1 miliona Venecuelanaca, ili preko 3% celokupnog stanovništva. Okupljeni su zahtevali opoziv izbora predsednika Madura, a događaj je opisan kao „najveća demonstracija u istorija Venecuele“. Nakon suspenzije referenduma o opozivu od strane Nacionalnog izbornog saveta (шп. Consejo Nacional Electoral; CNE) koji je naklonjen vladi, dana 21. oktobra 2016. godine, opozicija je organizovala još jedan protest koji je održan 26. oktobra 2016. godine, u kojem je učestvovalo preko 1,2 miliona Venecuelanaca. Nakon što su se krajem 2016. dogodili neki od najvećih protesta, pokušan je dijalog između opozicije i vlade uz posredovanje Vatikana, ali je on propao u januar 2017. godine. Veličina demonstracija je splasnula u prvim mesecima 2017. godine, sve dok se nije dogodila ustavna kriza u Venecueli, kada je provladin Vrhovni sud pravde Venecuele, kasnije iste godine, pokušao da preuzme ovlašćenja opozicione Nacionalne skupštine i ukloni imunitet. Samo dan kasnije od ove odluke Vrhovnog suda, demonstracije su prerasle „u najborbenije pobune od talasa nemira koji je započet 2014. godine“.
Tokom venecuelanskih protesta 2017. godine, skup „La madre de todas las marchas“ (Majka svih protesta) okupio je od 2,5 do 6 miliona demonstranata. Protesti 2019. započeli su početkom januara nakon što je Narodna skupština proglasila nevažećim predsedničke izbore iz maja 2018. godine i proglasila Huana Gvaido za privremenog predsednika, što je rezultiralo predsedničkom krizom. Većina protesta bila je mirna i sastojala se od demonstracija, okupljanja i štrajkova glađu, iako su male grupe demonstranata odgovorne za napade na javnu imovinu, poput napada na vladine institucije i sredstva javnog prevoza. Podizanje improvizovanih uličnih barikada, nazvanih guarimbas, bio je kontroverzni oblik protesta 2014. godine. Iako su u početku protesti okupljali uglavnom srednju i višu klasu, Venecuelanci niže uključili su se veoma brzo; s pogoršanjem situacije u Venecueli. Vlada Nikolasa Madura okarakterisala je proteste kao nedemokratski pokušaj državnog udara, koji su organizovali „fašistički“ opozicioni lideri i Sjedinjene Američke Države, optužujući kapitalizam i špekulacije za izazivanje visoke stope inflacije i oskudice robe kao deo „ekonomske rat "koji se vodi protiv njegove vlade. Iako Maduro, bivši lider sindikata, kaže da podržava mirne proteste, venecuelanska vlada je široko osuđivana zbog demonstracija.  Prema navodima organizacija poput Amnesti internašonala i Hjuman rajts voča, vlasti u Venecueli preterale su u upotrebu gumenih metaka i suzavca prilikom suprostavljenja demonstrantima, dok su Ujedinjene nacije optužile vladu Venecuele za politički motivisana hapšenja, kao što je bilo hapšenje Leopolda Lopeza, bivšeg gradonačelnika Čakao i lidera partije Narodna volja (Voluntad Popular). Ostale kontroverze zabeležene tokom protesta uključuju cenzuru medija i nasilje provladinih militantnih grupa poznatih pod imenom „kolektivos“ (colectivos).
Vlada Sjedinjenih Američkih Država je 27. septembra 2018. godine uvela nove sankcije pojedinim članovima venecuelanske Vlade. Među njima su bili Madurova supruga Silija Flores, potpredsednica Delsi Rodriges, ministar komunikacija Horhe Rodrigez i ministar odbrane Vladimir Padrino. Dana 27. septembra 2018. godine, Savet UN za ljudska prava usvojio je rezoluciju o kršenju ljudskih prava u Venecueli. Jedanaest zemalja Latinske Amerike predložilo je rezoluciju, uključujući Meksiko, Kanadu i Argentinu. Dana 23. januara 2019. godine, El Tiempo je otkrio je podatak da je od 2013. godine organizovano preko 50.000 registrovanih protesta širom Venecuele.

## Pozadina

### Bolivarska revolucija
Venecuelu su godinama vodili niz desničarskih vlada. Godine 1992. Ugo Čavez je osnovao grupu pod nazivom Revolucionarni bolivarski pokret-200 sa ciljem da preuzme vladu i pokušao državni udar. Dok je Čevez bio u zatvoru, izvršen je još jedan puč. Oba pokušaja puča završena su neuspešno, a borbe su rezultirale sa oko 143 do 300 smrtnih slučajeva. Čaves je, nakon što je dobio pomilovanje od predsednika Rafaela Kaldere, kasnije odlučio da učestvuje na izborima i osnovao je stranku Pokret za petu republiku (Movimiento V [Quinta] República; MVR). Pobedio je na venecuelanskim predsedničkim izborima 1998. godine i promene koje je započeo nazvane su Bolivarska revolucija.
Čavez, antiamerički političar koji se proglasio demokratskim socijalistom, doneo je niz socijalnih reformi čiji je cilj bio poboljšanje kvaliteta života. Prema Svetskoj banci, Čavesove socijalne mere smanjile su siromaštvo sa oko 49% u 1998. na oko 25%. Od 1999. do 2012. godine, Ekonomska komisija Ujedinjenih nacija za Latinsku Ameriku i Karibe (ECLAC) izvestila je da je Venecuela postigla drugu najvišu stopu smanjenja siromaštva u regionu. Svetska banka je upozorila da je ekonomija Venecuele „izuzetno osetljiva“ na promene cena nafte, jer se 2012. godine „96% izvoza zemlje i gotovo polovina njenih fiskalnih prihoda“ oslanjalo na proizvodnju nafte. Godine 1998, godinu dana pre nego što je Čaves stupio na dužnost, nafta je činila samo 77% izvoza Venecuele. Pod vlašću Čavesa, od 1999. do 2011. godine, mesečne stope inflacije bile su visoke u poređenju sa svetskim standardima, ali su bile niže od onih u periodu od 1991. do 1998. godine.
Dok je Čaves bio na predsedničkoj funkciji, njegova vlada je optuživana za korupciju, zloupotrebu ekonomije radi lične koristi, propagandu, kupovinu lojalnosti vojske i zvaničnika koji su bili uključeni u trgovinu drogom. Takođe su iznete optužbe da je pružala pomoć terorističkim grupama kao što su Revolucionarne oružane snage Kolumbije, zastrašivala medija i kršila ljudska prava svojih građana. Državna kontrola cena uspostavljena 2002. godine, koja je u početku imala za cilj smanjenje cena osnovnih dobara, izazvala je ekonomske probleme poput inflacije i nestašice osnovnih proizvoda. Stopa ubistava pod Čavesovom administracijom takođe se učetvorostručila tokom njegovih mandata, postavljajući Venecuelu za jednu od najnasilnijih zemalja na svetu.
Čavez je 5. marta 2013. godine umro od raka, a Nikolas Maduro, koji je u to vreme bio potpredsednik, zauzeo je Čavezovo mesto. Tokom 2013. i do 2014. godine povećavale su se brige zbog problematične ekonomije, povećanja kriminala i korupcije, što je dovelo do početka antivladinih protesta.

### Prve demonstracije 2014. godine
Demonstracije protiv nasilja u Venecueli počele su u januaru 2014. godine, a nastavile su se kada je bivši predsednički kandidat Enrike Kapriles pružio ruku predsedniku Maduru. Ovaj „gest ... koštao ga je podrške i podstakao je buđenje“ opozicionog lidera Leopolda Lopez Mendoz, koji je došao u prvi plan. Prema agenciji Asošijeted pres, mnogo pre početka protesta u glavnom gradu Venecuele, u Karakasu, pokušaj silovanja mlade studentkinje u univerzitetskom kampusu u San Kristobalu, u zapadnoj pograničnoj državi Tačira, doveo je do protesta studenata „ogorčenih“ na "dugogodišnje žalbe na pogoršanje bezbednosti za vreme predsednika Nikolasa Madura i njegovog prethodnika, pokojnog predsednika Huga čaveza. Ali ono što ih je zaista pokrenulo bio je oštar policijski odgovor na njihove prve demonstracije, u kojima je nekoliko učenika privedeno i navodno zlostavljano, kao i naknadne demonstracije kojima se tražilo njihovo puštanje na slobodu“. Ovi protesti su se proširili, privukli ne-studente i doveli do novih pritvora. Na kraju su se protestu pridružili i drugi studenti, a demonstracije su se proširili na Karakas i druge gradove. Lideri opozicije su se masovno pridružili protestima davajući podršku demonstrantima.
Ubrzo nakon toga, Leopoldo Lopez, vodeća ličnost opozicije, preuzela je vođstvo protesta. Tokom događaja oko pokušaja državnog udara u Venecueli 2002. godine, Lopez je organizovao javne proteste protiv Čavesa i on je odigrao centralnu ulogu u hapšenju ministra unutrašnjih poslova Ramona Rodrigeza Časina, iako je kasnije pokušao da se ogradi od tog događaja.

## Spoljašnje veze
- Organization of American States – Izveštaj na 400 stranica koji detaljno opisuje nasilje i mučenje od strane venecuelanskih vlasti